# IRT9番街線
IRT9番街線（IRT9ばんがいせん、英: IRT Ninth Avenue Line）あるいは9番街高架線（9ばんがいこうかせん、英: Ninth Avenue Elevated, Ninth Avenue El）は、アメリカ合衆国ニューヨーク市マンハッタン区およびブロンクス区にあったインターボロー・ラピッド・トランジット (IRT) の高架鉄道路線である。路線は1868年7月3日にマンハッタン区南端のバッテリー・プレイスからグリニッジ・ストリートを北上しコートランド・ストリートへ至る実験的な単線高架の鋼索鉄道、ウェスト・サイド・アンド・ヨンカーズ・パテント鉄道として開業した。1932年9月10日に開通したIND8番街線に置き換えられる形で1940年6月11日に廃止された。
なお、155丁目駅より北側はポロ・グラウンズ・シャトルが1958年8月31日まで運行されていた。ハーレム川は旋回橋であるパトナム橋（解体済）で通過しており、ブロンクス区内には高架鉄道ながら地下駅も存在していた。

## 歴史

### ウェスト・サイド・アンド・ヨンカーズ・パテント鉄道

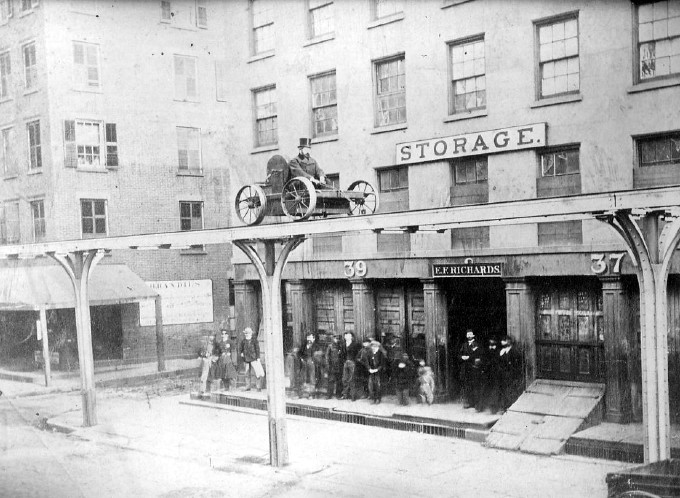
ウェスト・サイド・アンド・ヨンカーズ・パテント鉄道の試運転列車とそれを見詰める人々、1867年撮影

1866年4月20日、ウェスト・サイド・アンド・ヨンカーズ・パテント鉄道 (West Side and Yonkers Patent Railway Company) がチャールズ・T・ハーヴェイによって設立され、グリニッジ・ストリートおよび9番街に沿ってバッテリー・プレイスから30丁目へ至る鉄道路線の建設許可を受けた。会社はマンハッタン区南端からウェストチェスター郡ヨンカーズへ向かって25マイル（40キロメートル）の高架路線を建設する予定であり100,000ドルの募入資本金でチャーターされていた。
路線の建設は1867年7月1日より始まった。最初の区画は1867年10月7日に完成し、同年12月に試験が行われた。この僅か0.5マイル（0.8キロメートル）の線路は"1本足の鉄道" (one-legged railroad) と呼ばれていた。これは路線が単線で通りの上を通っていたことからそう呼ばれた。車両を動かすケーブルは線路の間に通され、エンジンによって動かされていた。車両は3両が完成しており、特許権も取得していた。
路線は1868年7月3日に開業した。"実験" (experiment) を承認した州長官は実験は成功とし、ブロンクス区スピュトン・ダイビルまでの路線建設を認可した。その後社名はウェスト・サイド・アンド・ヨンカーズ・パテント高架鉄道 (West Side and Yonkers Patent Elevated Railway Company) に変更された。この時点での路線南端はデイ・ストリート、北端は29丁目であった。ケーブルは路線に隣接する建物の地下にある機械によって動かされていた。このケーブルは長さ1マイル（1.6キロメートル）の物を複数使用しており、ケーブルで車両を押し引きするのでは無くケーブルを循環させることで上に乗った車両を動かしていた。このため路線全体のケーブルが1つに繋がっているわけでは無かった。ケーブルは車両が上に来ると駆動を開始し、次のケーブルへ車両が移動すると停止した。なお、サンフランシスコ・ケーブルカーのように運転士の判断でケーブルと車両を接続・切り離しが行える構造ではなくツメによって半永久的に固定する構造になっていたため、ケーブルとケーブルの境目においては停止状態から駆動を始めたケーブルに車両が急激に引っ張られる状態になり大きな衝撃が発生していた。
しかし、路線には継続的な問題があった。ケーブルを車両に固定させるメカニズムは完璧ではなく、ケーブルの維持も困難であった。遂に1870年11月15日の競売によって売りに出され数ヵ月間運行が休止され、資産は960ドル（現在のレートでは約15,000ドル）で買い取られた。購入者はウェストサイド・パテンテッド高架鉄道 (Westside Patented Elevated Railway Company) として路線の再編を行った。
1871年2月9日、交通委員会は高架鉄道に対し今までの鋼索鉄道の設備を全て廃止し蒸気機関車による運行に変更する計画を承認した。既存の線路設備の修理や改修が行われた後、1871年4月20日に蒸気機関車による列車の運行が開始された。1871年の夏、会社は3つの抵当に入れられた。そして鉄道資産の再編成のために債券保有者によって受託者が任命された。1872年に資産は新しく設立されたニューヨーク高架鉄道 (New York Elevated Railroad Company) によってオークションで購入された。これより世界初の成功した高架鉄道の運行が開始された。蒸気機関車での運行は1903年に全線電化されるまで続けられていた。

### 延伸

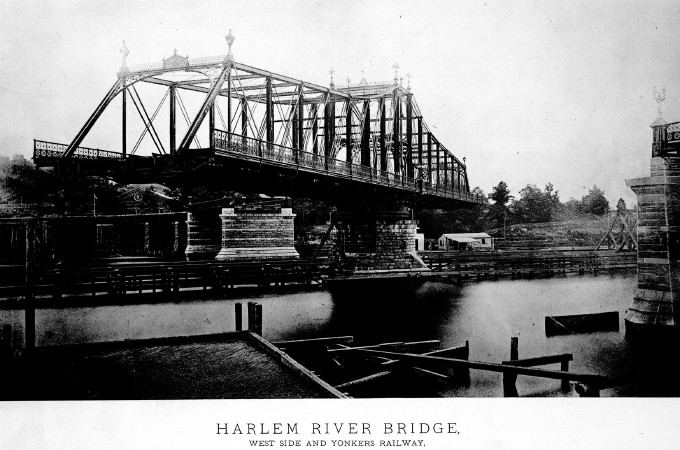
ハーレム川に架かるパトナム橋

1872年5月6日、デイ・ストリート駅からワッツ・ストリート駅まで延伸開業し、6月17日に同区間にリトル・ウェスト12丁目駅が開業した。1872年8月15日、モリス・ストリート駅まで延伸開業したが、約半年後の1873年3月19日に廃止されている。また、郵便物の輸送も始まり、旅客営業列車の先頭車にアメリカ合衆国郵便公社警備員が最大でバック7個分まで郵便物を持ち込んで乗車していた。このため郵便公社所有の郵便車は使用されることが無かった。1873年1月21日、フランクリン・ストリート駅が開業した。この当時、全線走破時間は28分であった。1873年7月30日、29丁目駅から9番街の34丁目駅まで延伸された。1873年10月21日に21丁目駅が、11月3日にハウストン・ストリート駅が開業した。1873年12月13日、29丁目駅を置き換える形で30丁目駅が開業し同年中に29丁目駅は廃止された。1874年5月25日にはデイ・ストリート駅を置き換える形でコートランド・ストリート駅が開業し同年中にデイ・ストリート駅は廃止された。
1875年3月、路線の構造全体が補強されアメリカにおいて標準的な規格の客車や貨車の運用のために軌間を4フィート8.5インチ (1,435ミリメートル) の標準軌に改軌した。改軌にあたっては約200人の男性が輪軸に合わせ線路および枕木の移動を行い、この作業期間中は全線で列車の運行を取り止めた。1875年11月5日、ベスーン・ストリート駅が開業し、翌6日に42丁目駅まで延伸開業した。1876年1月18日、55丁目駅まで単線で延伸され、50丁目駅が開業した。この時点で路線総延長は5マイル（8キロメートル）であった。1877年4月15日、モリス・ストリート駅からバッテリー・パークを経てホワイトホール・ストリートのサウス・フェリー駅まで複線で延伸開業した。

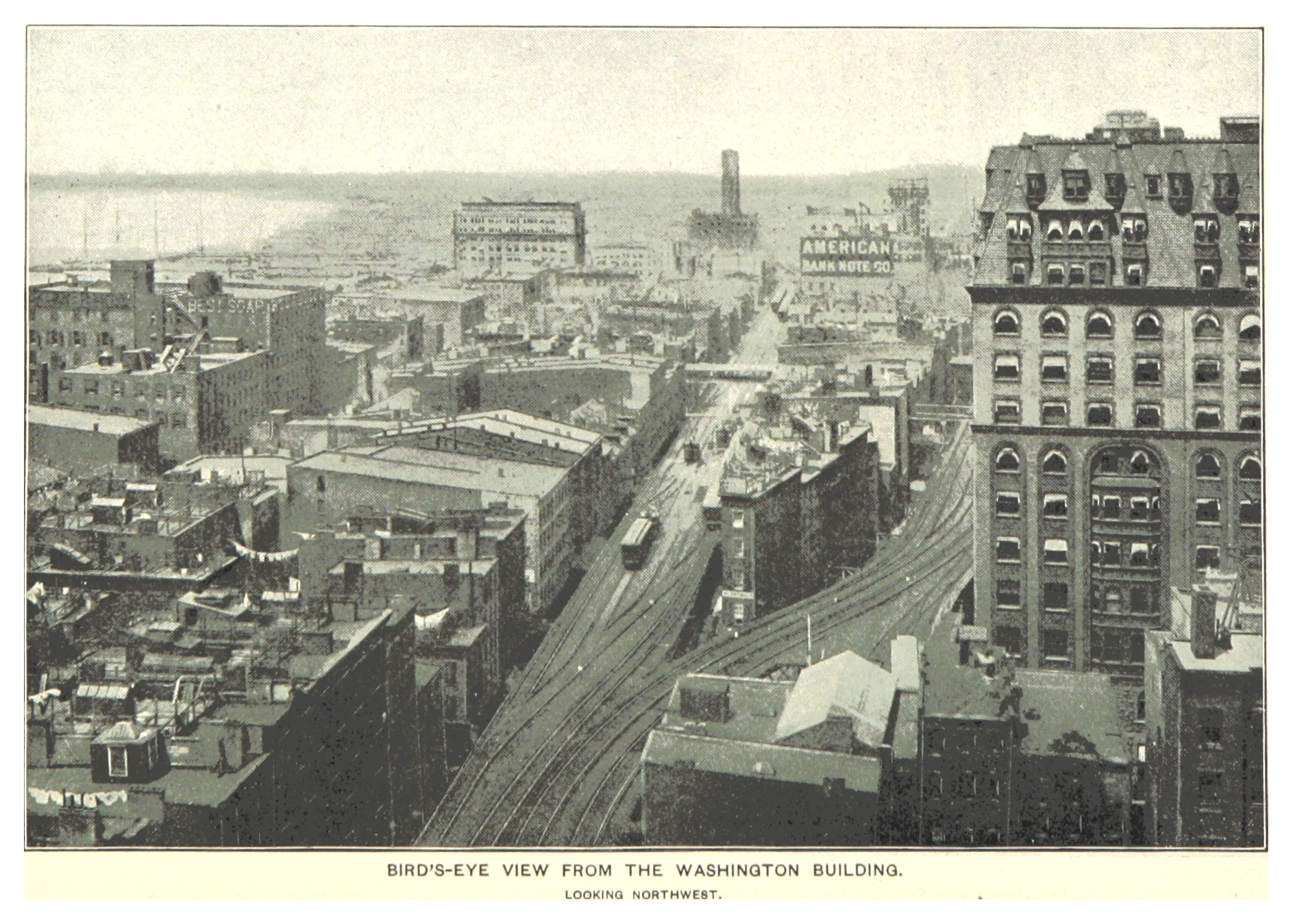
6番街線との分岐点

モリス・ストリート駅はIRT6番街線との分岐点の建設の為に2年間閉鎖されていた。1878年6月2日、53丁目駅が開業した。この時点で路線は1日あたり8,500人の乗客を輸送していた。1879年6月9日に路線は55丁目駅から81丁目駅まで延伸され、59丁目駅・66丁目駅・72丁目駅が開業した。この区間は西側の線路をニューヨーク高架鉄道、東側の線路をメトロポリタン高架鉄道が建設した。1879年6月21日、104丁目駅まで延伸され、86丁目駅・93丁目駅・99丁目駅が開業した。
1879年9月17日、路線は104丁目駅から9番街を北上し110丁目で東へ曲がり、8番街を北上して125丁目駅まで延伸された。また、同時に116丁目駅が開業した。9番街 - 110丁目 - 8番街の間はほぼ90度に近いカーブを2つ組み合わせた線形となっており、またこの地点の高架橋は道路から110フィート（30メートル）の高さで線内最高地点であった。このため何人かの乗客がこのカーブ前後で列車から飛び降り自殺を行い、この事からこのカーブは"自殺曲線" (Suicide Curve) と呼ばれていた。1879年前後でリトル・ウェスト12丁目駅は廃止されていたものと見られている。路線は1879年9月27日に140丁目駅まで延伸され、130丁目駅・135丁目駅が開業し、モリス・ストリート駅が廃止された。1879年10月、14丁目駅 - 旧モリス・ストリート駅間の高架橋の橋脚の補強工事が開始された。
1879年12月1日に155丁目駅まで延伸され、145丁目駅が開業した。また、車両基地が145丁目駅北、8番街東側に建設された。1880年5月2日、橋脚の補強工事が終了した。また、グリニッジ・ストリート上の東側線路と9番街上の西側線路は高架橋ごと取り壊され、一から再建された。この間、列車の運行は中央の急行線を使用して続けられていた。また、工事の終了と同時にバッテリー・プレイス駅への9番街列車の停車が開始され6番街線との乗換駅となった。1880年代から1890年代初頭にかけて路線は20時 - 5時30分までと日曜終日の列車の運行を取り止めた。1880年に運賃は10セントに引き上げられたが、朝・夕ラッシュ時の運賃は5セントであった。1885年、ニューヨークで最初の電気機関車による列車の牽引試験が9番街線で行われた。1886年、運賃は終日5セントに変更された。初期の頃はきっぷは駅で販売され列車内で車掌によって回収されていた。1886年以降は車掌による回収ではなく回収箱に入れる方式となった。

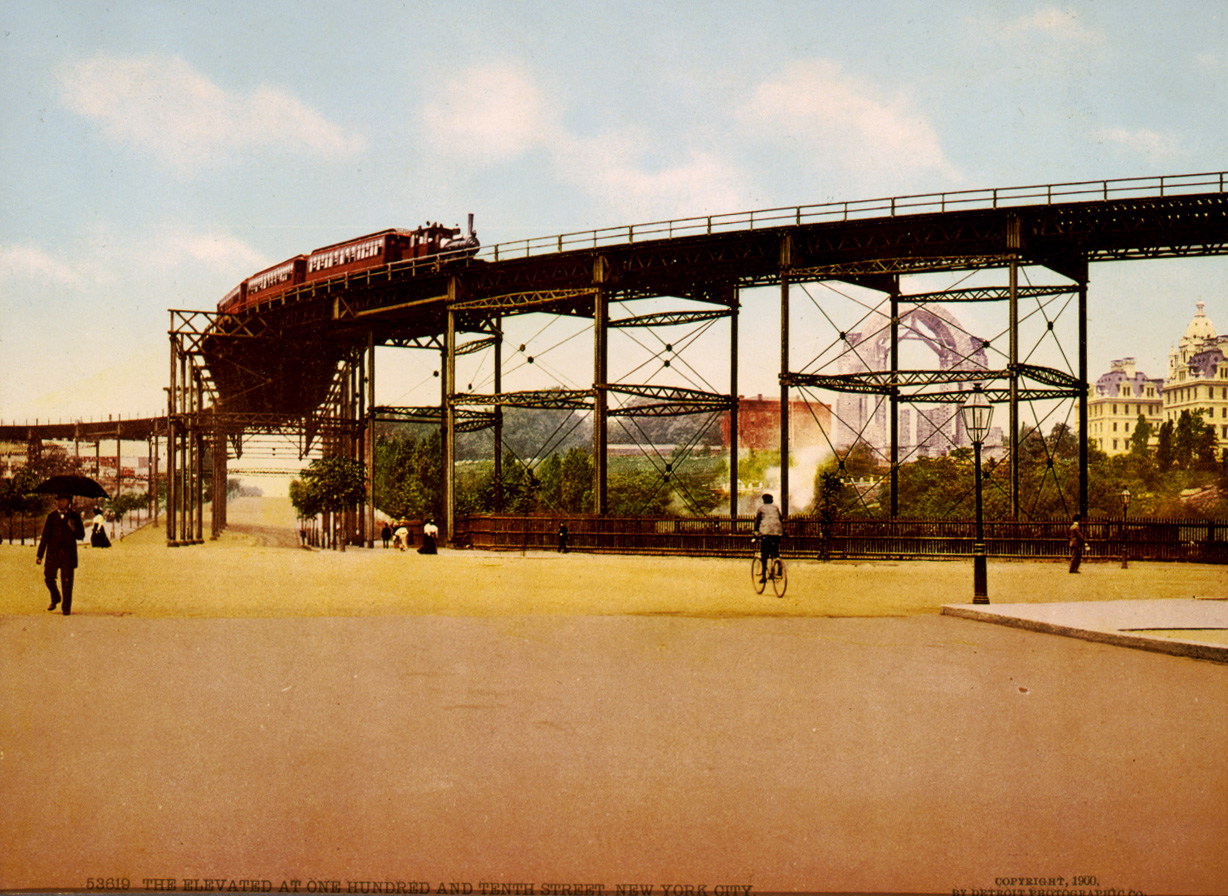
110丁目の"自殺曲線"

1892年、59丁目駅 - 116丁目駅間に急行線が敷設された。
1897年4月11日、自転車を積み込むことのできる列車の運行が開始され、レクター・ストリート駅 - 155丁目駅間を毎週日曜に運行されていた。南側始発駅がサウス・フェリー駅で無かったのは、サウス・フェリー駅のホームが非常に混雑しており自転車列車を発着させる余裕が無かったためであった。自転車列車には片側の座席を全て取り外し、24インチ自転車用のラックを設置した特別車両が充当された。料金は乗客1名と自転車1台で15セント、乗客2名とタンデム自転車1台では25セントとなっていた。自転車列車には正面に識別用の看板が出されており秋まで運行されていたが廃止された。

### 電化
1903年2月18日、サウス・フェリー駅 - 155丁目駅間全線が電化され電車での運転が開始された。なお、電化後も準急列車および作業列車牽引用として蒸気機関車が運行されていた。1903年6月3日、110丁目駅が開業した。駅にはエレベーター4機が設置され地上から南行ホーム階と北行ホーム改札階までを結んでいた。ホームは地上から63フィート（19メートル）の地点にあり、地上からのアクセスにはエレベーターを設置するほか無かった。
1903年4月1日、インターボロー・ラピッド・トランジット (IRT) が9番街線を含む99年リースに出されたマンハッタン鉄道の路線を引き継いだ。1903年4月1日、マンハッタン鉄道が999年リースに出されIRTが事業を引き継いだ。IRTの地下鉄路線は高架線との接続を考慮して建設されるようになった。1903年6月25日までに9番街線旅客列車の蒸気機関車による牽引が廃止された。1905年に145丁目に建設された車両基地は159丁目車両基地に置き換えられる形で廃止された北緯40度50分0秒 西経73度56分12秒 / 北緯40.83333度 西経73.93667度。

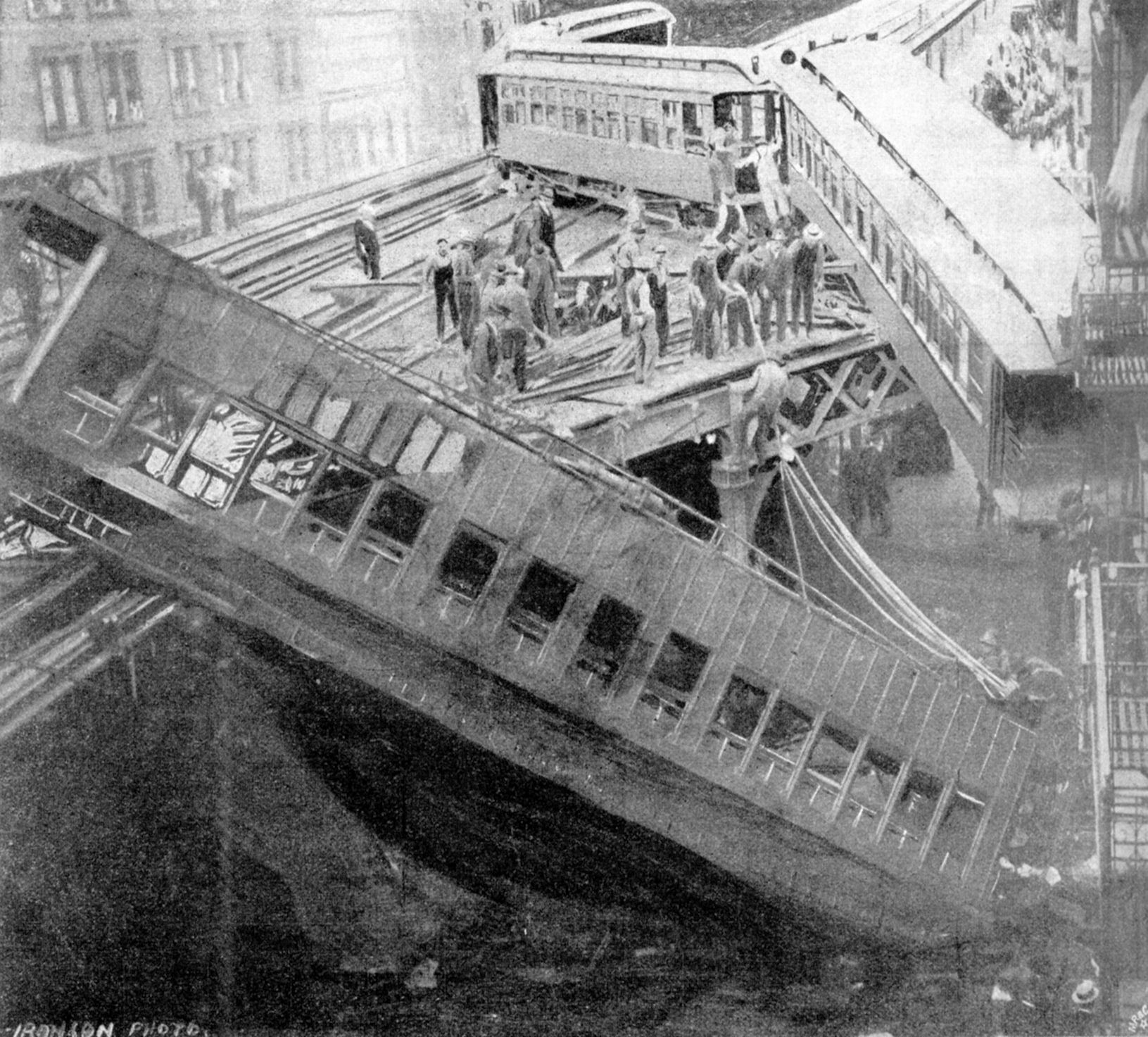
1905年に発生したIRT9番街線脱線事故

1904年9月15日、US Express Companyが3番街線・9番街線を利用する小口貨物の速達輸送サービスを開始した。貨物の倉庫は会社の事務所のあった7 ブロードウェイにあった。家畜および小口貨物は車両中央に扉の付いた手荷物輸送用車両に載せられた。速達貨物列車は129丁目駅 - 155丁目駅間を5往復していた。このサービスは第一次世界大戦前に廃止された。1905年9月11日、ニューヨークの高架鉄道史上最悪となるIRT9番街線脱線事故が53丁目のカーブで発生し、13人が死亡、48人が重傷を負った。
1917年1月16日、急行線が155丁目駅まで敷設された。
1917年11月15日、既存区間で最後に開業する駅となった151丁目駅が開業した。
1918年1月6日、9番街線155丁目駅で乗り換えることができたニューヨーク・アンド・パトナム鉄道線が廃止された。パトナム鉄道の保有していたハーレム川を渡るパトナム橋（旋回橋）はIRTに999年リースされ9番街線の一部となり、計画中であったIRTジェローム・アベニュー線への延長線の一部となった。
1918年7月1日、急行列車が北側終点駅を125丁目駅から155丁目駅に延長した。これと同時に路線はブロンクス区の162丁目まで延伸され、セジウィック・アベニュー駅・アンダーソン-ジェローム・アベニュース駅が開業した。なお、セジウィック・アベニュー駅 - アンダーソン-ジェローム・アベニュース駅間の地形の問題で、両駅の一部と駅間は高架鉄道ながら地下線となっていた。
1918年7月17日、9番街線列車はジェローム・アベニュー線への乗り入れを開始しキングスブリッジ・ロード駅を発着するようになった。1919年1月2日、9番街線急行列車がジェローム・アベニュー線ウッドローン駅を発着するようになった。
1921年12月11日、ジェローム・アベニュー線 - レキシントン・アベニュー線間を運行する地下鉄列車が終日167丁目駅より北まで運行区間を延長し、これに伴い9番街列車はラッシュ時はウッドローン駅発着のままであるがその他時間帯は167丁目駅止まりとなった。
1923年より回転式改札機が導入された。

### 最終年

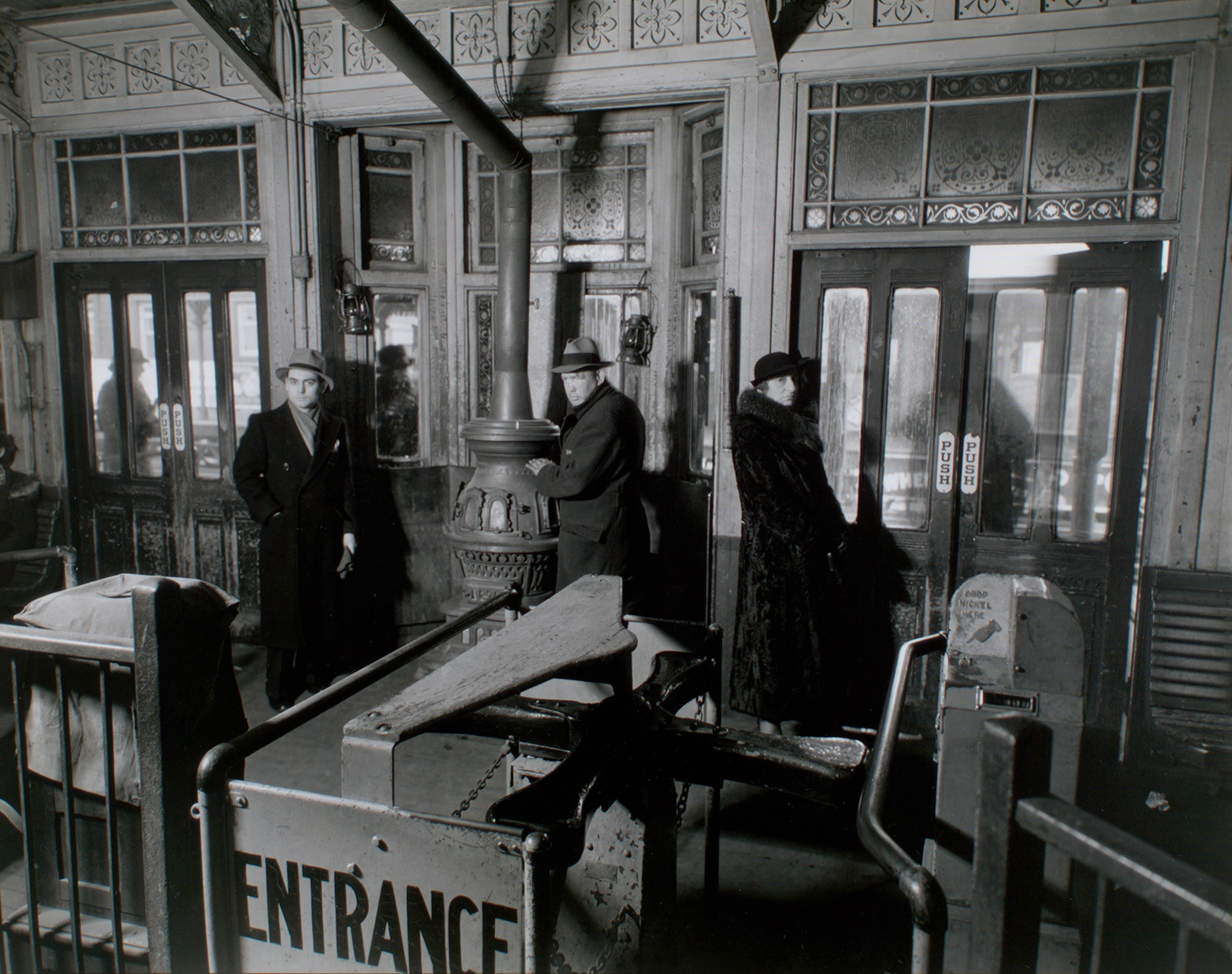
72丁目駅の改札口、1936年 ベレニス・アボット撮影

路線はサウス・フェリー駅から始まり、バッテリー・プレイス駅からグリニッジ・ストリートをガンズヴォート・ストリートまで北上し、そこから9番街を北上する。53丁目でIRT6番街線と合流し59丁目から110丁目まではコロンバス・アベニューを北上し、110丁目で東へ曲がり8番街をハーレム川まで北上する。ハーレム川をパトナム橋で渡った後はジェローム・アベニュー線167丁目駅南まで向かっていた。
1934年には以下の列車が運行されていた。
- 9番街線各駅停車：サウス・フェリー駅 - 155丁目駅間を終日運行。日曜・深夜帯はジェローム・アベニュー線バーンサイド・アベニュー駅まで運行区間を延長。
- 9番街線急行：平日・土曜昼間にレクター・ストリート駅 - バーンサイド・アベニュー駅間、平日ラッシュ時・土曜朝ラッシュと午後から夕ラッシュにかけてはレクター・ストリート駅 - フォーダム・ロード駅間を運行。急行列車は155丁目以南を朝ラッシュに南行、夕ラッシュが北行を急行線を通過しており、反対方向は緩行線を通過し各駅に停車した。

1938年12月4日にIRT6番街線が廃止され、9番街線各駅停車は平日・土曜夜間にバーンサイド・アベニュー駅発着に変更された。

### ポロ・グラウンズ・シャトル

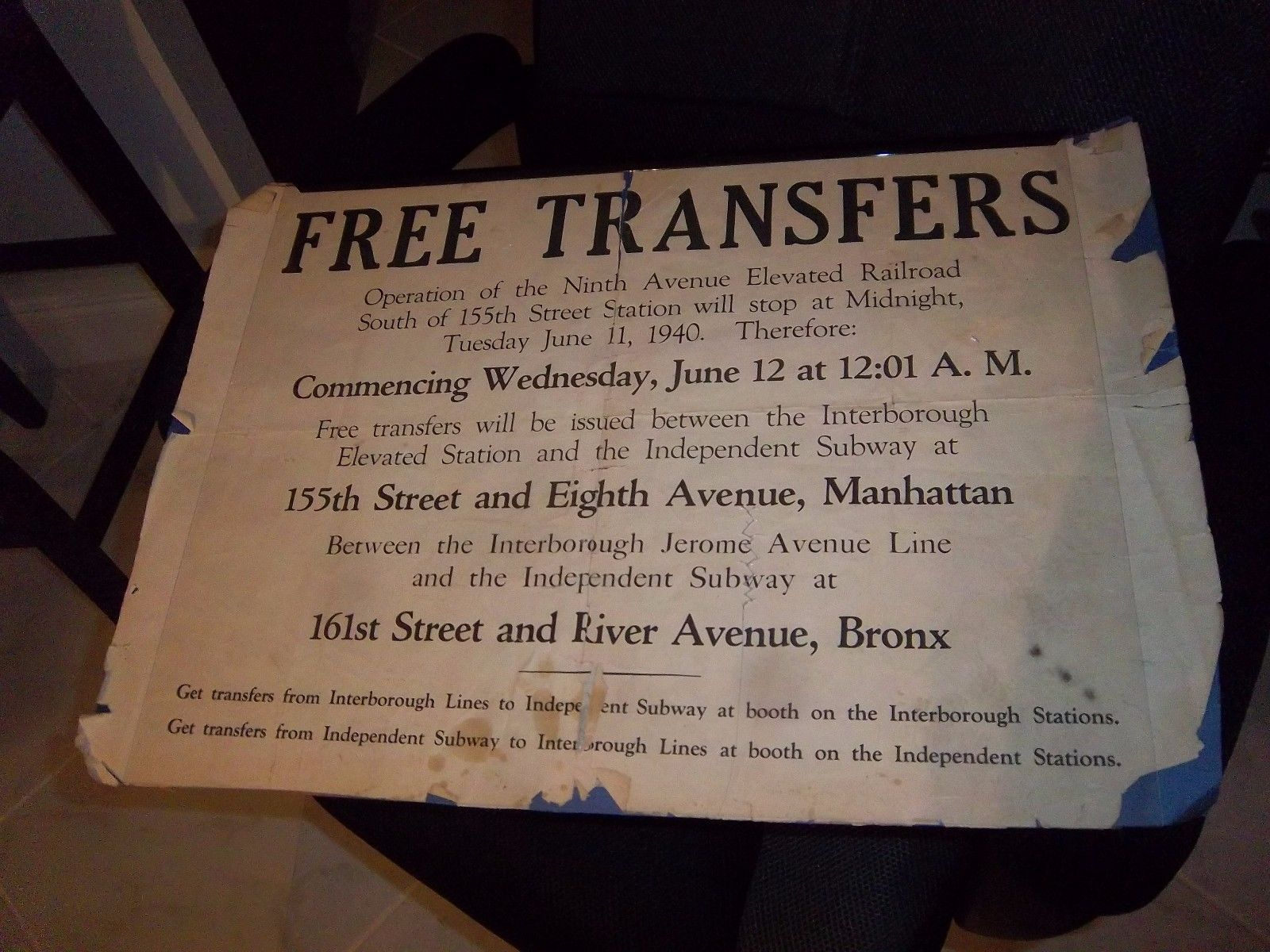
155丁目駅以南の廃止を知らせる看板

1930年代から1940年代にかけてIRT・IND・BMTの3社が市営合併されると、高架線は後継地下鉄路線の建設に伴い次々に廃止されていった。9番街線も1940年6月11日、IND8番街線に置き換えられる形で155丁目駅以南が廃止された。155丁目駅より北側は同駅 - バーンサイド・アベニュー駅間を結ぶポロ・グラウンズ・シャトルあるいは155丁目シャトルと呼ばれた列車が運行しており、155丁目駅ではINDコンコース線155丁目駅との間で紙を用いた無料乗換が行われていた。この時木造であった高架鉄道車両はIRTの地下鉄車両に置き換えられているが、高架線内と地下鉄線内でサードレールの高さが違っていたため、集電靴は高架鉄道用の物が使用されていた。また、このため1958年8月31日にシャトル列車の運行が終了し1962年に高架橋が撤去されるまでの間、167丁目駅 - ジェローム車両基地間では地下鉄用と高架鉄道用の2種類のサードレールが設置されていた。1941年6月1日、シャトルの北側終点駅が167丁目駅に短縮された。その後ポロ・グラウンズからのニューヨーク・ジャイアンツの撤退とニューヨーク・セントラル鉄道のパトナム地区での運行が廃止されたため1958年8月31日にシャトル列車は廃止され、これをもって9番街線の全線が廃止された。

## 駅一覧
| 駅名                                                                            | 線路                                                                            | 開業日                                                                          | 廃止日                                                                          | 乗換/備考                                                                       |
| ブロンクス区                                                                    | ブロンクス区                                                                    | ブロンクス区                                                                    | ブロンクス区                                                                    | ブロンクス区                                                                    |
| IRTジェローム・アベニュー線に161丁目-ヤンキー・スタジアム駅 - 167丁目駅間で合流 | IRTジェローム・アベニュー線に161丁目-ヤンキー・スタジアム駅 - 167丁目駅間で合流 | IRTジェローム・アベニュー線に161丁目-ヤンキー・スタジアム駅 - 167丁目駅間で合流 | IRTジェローム・アベニュー線に161丁目-ヤンキー・スタジアム駅 - 167丁目駅間で合流 | IRTジェローム・アベニュー線に161丁目-ヤンキー・スタジアム駅 - 167丁目駅間で合流 |
| ------------------------------------------------------------------------------- | ------------------------------------------------------------------------------- | ------------------------------------------------------------------------------- | ------------------------------------------------------------------------------- | ------------------------------------------------------------------------------- |
| アンダーソン-ジェローム・アベニュース駅                                         | 全線                                                                            | 1918年7月1日                                                                    | 1958年8月31日                                                                   | 現在も遺構が残っている。                                                        |
| セジウィック・アベニュー駅                                                      | 全線                                                                            | 1918年7月1日                                                                    | 1958年8月31日                                                                   | 現在も遺構が残っている。 ニューヨーク・セントラル鉄道パトナム線                 |
| ハーレム川（パトナム橋）                                                        |                                                                                 |                                                                                 |                                                                                 |                                                                                 |
| マンハッタン区                                                                  |                                                                                 |                                                                                 |                                                                                 |                                                                                 |
| 159丁目車両基地入出区線が合流                                                   |                                                                                 |                                                                                 |                                                                                 |                                                                                 |
| 155丁目駅                                                                       | 全線                                                                            | 1879年                                                                          | 1958年8月31日                                                                   | ニューヨーク・セントラル鉄道パトナム線                                          |
| 151丁目駅                                                                       | 緩行線                                                                          | 1917年11月15日                                                                  | 1940年6月11日                                                                   |                                                                                 |
| 145丁目駅                                                                       | 全線                                                                            | 1879年12月1日                                                                   | 1940年6月11日                                                                   |                                                                                 |
| 140丁目駅                                                                       | 緩行線                                                                          | 1879年9月27日                                                                   | 1940年6月11日                                                                   |                                                                                 |
| 135丁目駅                                                                       | 緩行線                                                                          | 1879年9月27日                                                                   | 1940年6月11日                                                                   |                                                                                 |
| 130丁目駅                                                                       | 緩行線                                                                          | 1879年9月27日                                                                   | 1940年6月11日                                                                   |                                                                                 |
| 125丁目駅                                                                       | 全線                                                                            | 1879年9月17日                                                                   | 1940年6月11日                                                                   |                                                                                 |
| 116丁目駅                                                                       | 全線                                                                            | 1879年9月17日                                                                   | 1940年6月11日                                                                   |                                                                                 |
| 110丁目駅                                                                       | 緩行線                                                                          | 1903年6月3日                                                                    | 1940年6月11日                                                                   |                                                                                 |
| 104丁目駅                                                                       | 緩行線                                                                          | 1879年6月21日                                                                   | 1940年6月11日                                                                   |                                                                                 |
| 99丁目駅                                                                        | 緩行線                                                                          | 1879年6月21日                                                                   | 1940年6月11日                                                                   |                                                                                 |
| 93丁目駅                                                                        | 緩行線                                                                          | 1879年6月21日                                                                   | 1940年6月11日                                                                   |                                                                                 |
| 86丁目駅                                                                        | 緩行線                                                                          | 1879年6月21日                                                                   | 1940年6月11日                                                                   |                                                                                 |
| 81丁目駅                                                                        | 緩行線                                                                          | 1879年6月9日                                                                    | 1940年6月11日                                                                   |                                                                                 |
| 72丁目駅                                                                        | 緩行線                                                                          | 1879年6月9日                                                                    | 1940年6月11日                                                                   |                                                                                 |
| 66丁目駅                                                                        | 全線                                                                            |                                                                                 | 1940年6月11日                                                                   |                                                                                 |
| 59丁目駅                                                                        | 緩行線                                                                          | 1879年6月9日                                                                    | 1940年6月11日                                                                   | IRT6番街線                                                                      |
| 55丁目駅                                                                        | 緩行線                                                                          | 1876年1月18日                                                                   | 1904年以前                                                                      |                                                                                 |
| 53丁目でIRT6番街線が分岐                                                        |                                                                                 |                                                                                 |                                                                                 |                                                                                 |
| 53丁目駅                                                                        | 緩行線                                                                          | 1878年6月2日                                                                    | 1904年以前                                                                      |                                                                                 |
| 50丁目駅                                                                        | 緩行線                                                                          | 1876年1月18日                                                                   | 1940年6月11日                                                                   |                                                                                 |
| 42丁目駅                                                                        | 緩行線                                                                          | 1875年11月6日                                                                   | 1940年6月11日                                                                   |                                                                                 |
| 34丁目駅                                                                        | 全線                                                                            | 1873年7月30日                                                                   | 1940年6月11日                                                                   |                                                                                 |
| 30丁目駅                                                                        | 緩行線                                                                          | 1873年12月13日                                                                  | 1940年6月11日                                                                   |                                                                                 |
| 29丁目駅                                                                        |                                                                                 | 1868年7月3日                                                                    | 1873年                                                                          | 開業時の北側終点駅                                                              |
| 23丁目駅                                                                        | 緩行線                                                                          | 1873年10月21日                                                                  | 1940年6月11日                                                                   |                                                                                 |
| 21丁目駅                                                                        | 緩行線                                                                          | 1873年10月21日                                                                  | 1940年6月11日                                                                   |                                                                                 |
| 14丁目駅                                                                        | 全線                                                                            |                                                                                 | 1940年6月11日                                                                   |                                                                                 |
| リトル・ウェスト12丁目駅                                                        | 緩行線                                                                          | 1872年6月17日                                                                   | 1880年前後                                                                      |                                                                                 |
| ベスーン・ストリート駅                                                          | 緩行線                                                                          | 1875年11月5日                                                                   | 1904年以前                                                                      |                                                                                 |
| クリストファー・ストリート駅                                                    | 全線                                                                            | 1873年11月3日                                                                   | 1940年6月11日                                                                   |                                                                                 |
| ハウストン・ストリート駅                                                        | 緩行線                                                                          | 1873年11月3日                                                                   | 1940年6月11日                                                                   |                                                                                 |
| ワッツ・ストリート駅                                                            | 緩行線                                                                          | 1872年5月6日                                                                    | 1904年以前                                                                      |                                                                                 |
| デスブロス・ストリート駅                                                        | 全線                                                                            | 1873年11月23日                                                                  | 1940年6月11日                                                                   |                                                                                 |
| フランクリン・ストリート駅                                                      | 緩行線                                                                          | 1873年1月21日                                                                   | 1940年6月11日                                                                   |                                                                                 |
| ウォーレン・ストリート駅                                                        | 全線                                                                            | 1870年2月14日                                                                   | 1940年6月11日                                                                   |                                                                                 |
| バークレー・ストリート駅                                                        | 緩行線                                                                          | 1870年2月14日                                                                   | 1940年6月11日                                                                   |                                                                                 |
| デイ・ストリート駅                                                              |                                                                                 | 1868年7月3日                                                                    | 1874年                                                                          | 開業時の南側終点駅                                                              |
| コートランド・ストリート駅                                                      | 全線                                                                            | 1874年5月25日                                                                   | 1940年6月11日                                                                   |                                                                                 |
| レクター・ストリート駅                                                          | 緩行線                                                                          | 1874年5月25日                                                                   | 1940年6月11日                                                                   |                                                                                 |
| モリス・ストリート駅                                                            | 緩行線                                                                          | 1872年8月15日 1877年4月15日                                                     | 1873年3月19日 1879年9月27日                                                     |                                                                                 |
| IRT6番街線が合流                                                                |                                                                                 |                                                                                 |                                                                                 |                                                                                 |
| バッテリー・プレイス駅                                                          | 全線                                                                            | 1872年6月13日（6番街線） 1880年5月2日（9番街線）                                | 1940年6月11日                                                                   | IRT6番街線                                                                      |
| サウス・フェリー駅                                                              | 全線                                                                            | 1872年6月13日（6番街線） 1877年4月5日（9番街線）                                | 1950年12月22日廃止 9番街線列車の乗り入れは1940年6月11日に終了                   | 各種フェリー（サウス・フェリー参照） IRT2番街線・3番街線・6番街線               |